# Apium graveolens
Il sedano (Apium graveolens L.) è una specie erbacea biennale appartenente alla famiglia delle Apiacee, originaria della zona mediterranea e conosciuto come pianta medicinale fin dai tempi di Omero.

## Descrizione
Il sedano è una robusta pianta biennale, che produce fiori e semi solo durante il secondo anno. Cresce fino a 1 m di altezza. I suoi steli sono solidi con scanalature sulla superficie. Le sue foglie sono da pennate con foglioline variamente conformate, spesso romboidali, lunghe fino a 6 cm e larghe fino a 4 cm. I fiori sono prodotti in ombrelle, per lo più con peduncoli corti, con un numero variabile di raggi (4-12). I singoli fiori sono bianco crema, mentre il frutto è generalmente da ovoidale a globoso.

## Distribuzione e habitat
Il sedano selvatico è indigeno nei paesi del bacino del Mediterraneo e in quasi tutta l'Europa centro-meridionale, nonché in Asia in una vasta fascia che va dal Medioriente fino al Caucaso e alla Siberia.
Fa parte della flora indigena italiana, fino a 1500 m circa di quota. Oggi però lo s'incontra più spesso allo stato coltivato, o spontaneizzato a partire da coltivazioni. Il sedano selvatico sembra sia del tutto assente in Piemonte e Valle d'Aosta.

## Varietà

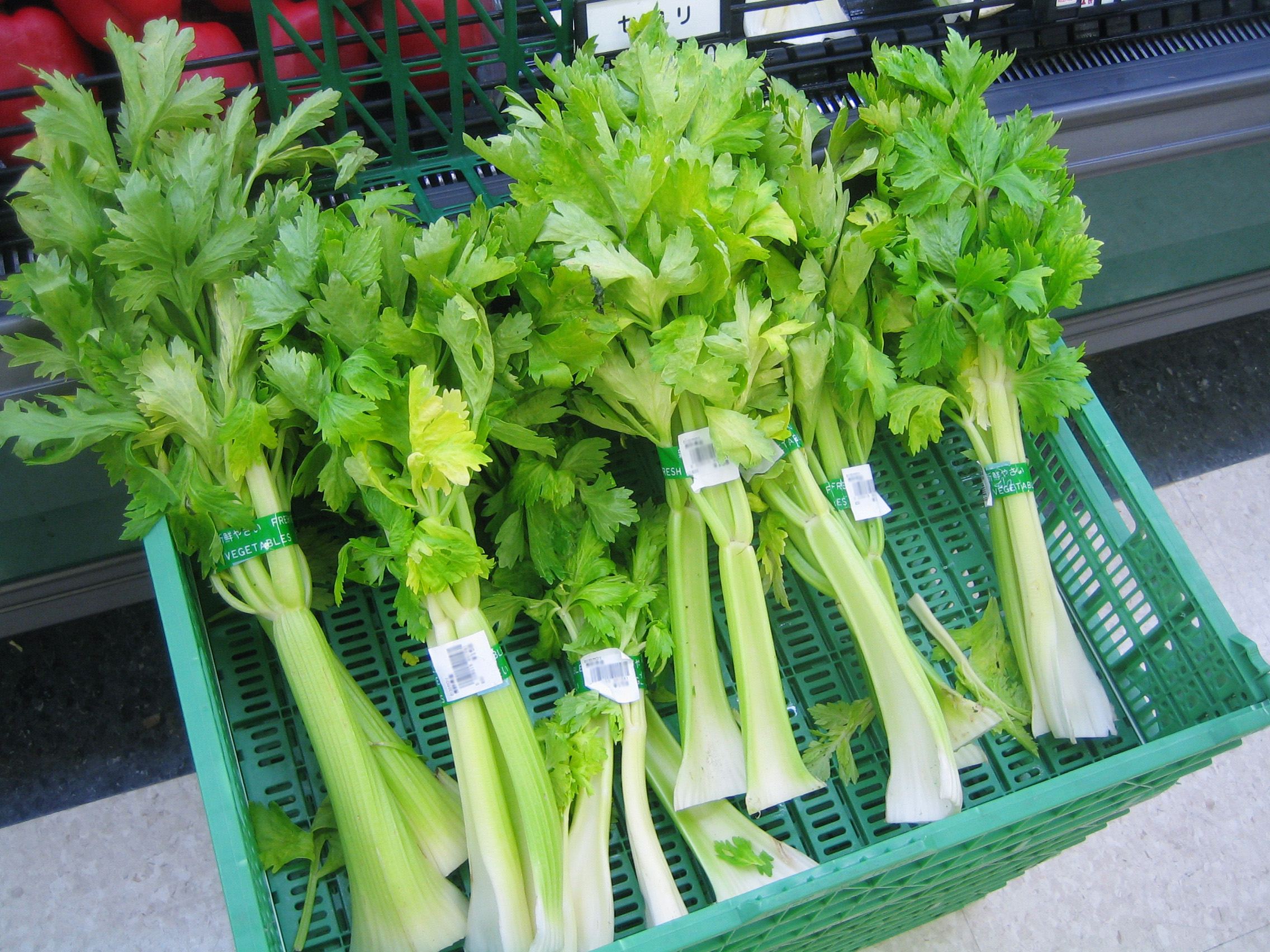
Apium graveolens var. dulce

Le varietà più utilizzate in cucina sono il "sedano da costa" (Apium graveolens var. dulce) di cui si utilizzano i piccioli fogliari lunghi e carnosi, e il "sedano rapa" (Apium graveolens var. rapaceum) di cui si consuma la radice.

### Sedano rapa

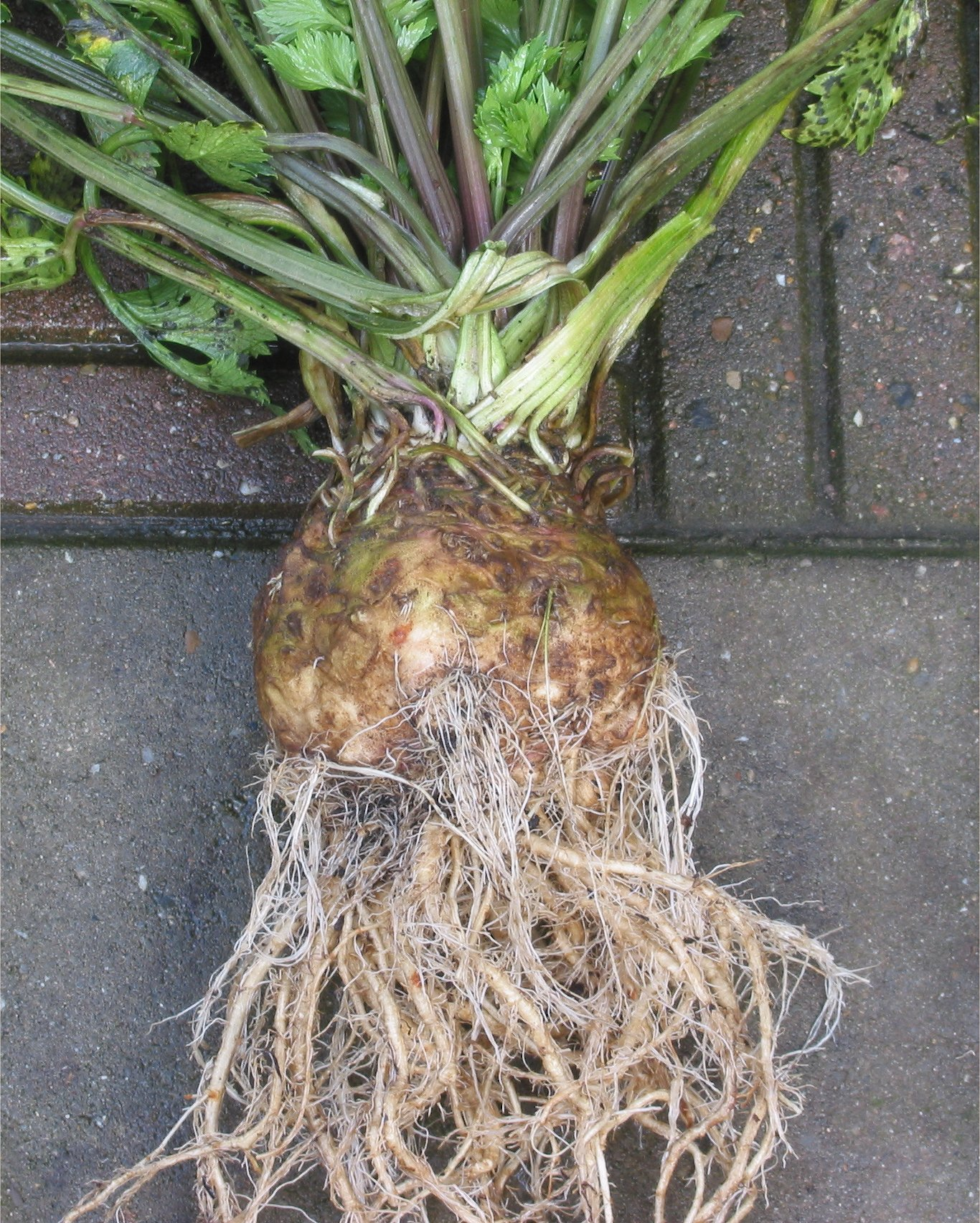
Apium graveolens var. rapaceum

Il sedano rapa (Apium graveolens var. rapaceum) è un ortaggio particolare.

Del sedano rapa si consuma la radice (infatti è un cosiddetto "ortaggio da radice"), di colore bianco e di forma a globo; le foglie sono di colore verde scuro, gli steli sono cavi all'interno e l'apparato radicale ha un notevole sviluppo.

#### Coltivazione
Il sedano rapa matura in un periodo piuttosto lungo, da 110 a 150 giorni a partire dal trapianto.
Le raccolte iniziano dalla metà di agosto e si protraggono fino a primi geli. La conservazione avviene in celle frigorifere, senza subire alcun trattamento, e si protrae per un periodo di 4-5 mesi. 
La commercializzazione del sedano rapa ha inizio con la metà del mese di agosto e prosegue fino a marzo.

### Avversità
Afidi, nottue, malattie fungine, oidio, cercospora, septoriosi del sedano.

#### Qualità nutrizionali

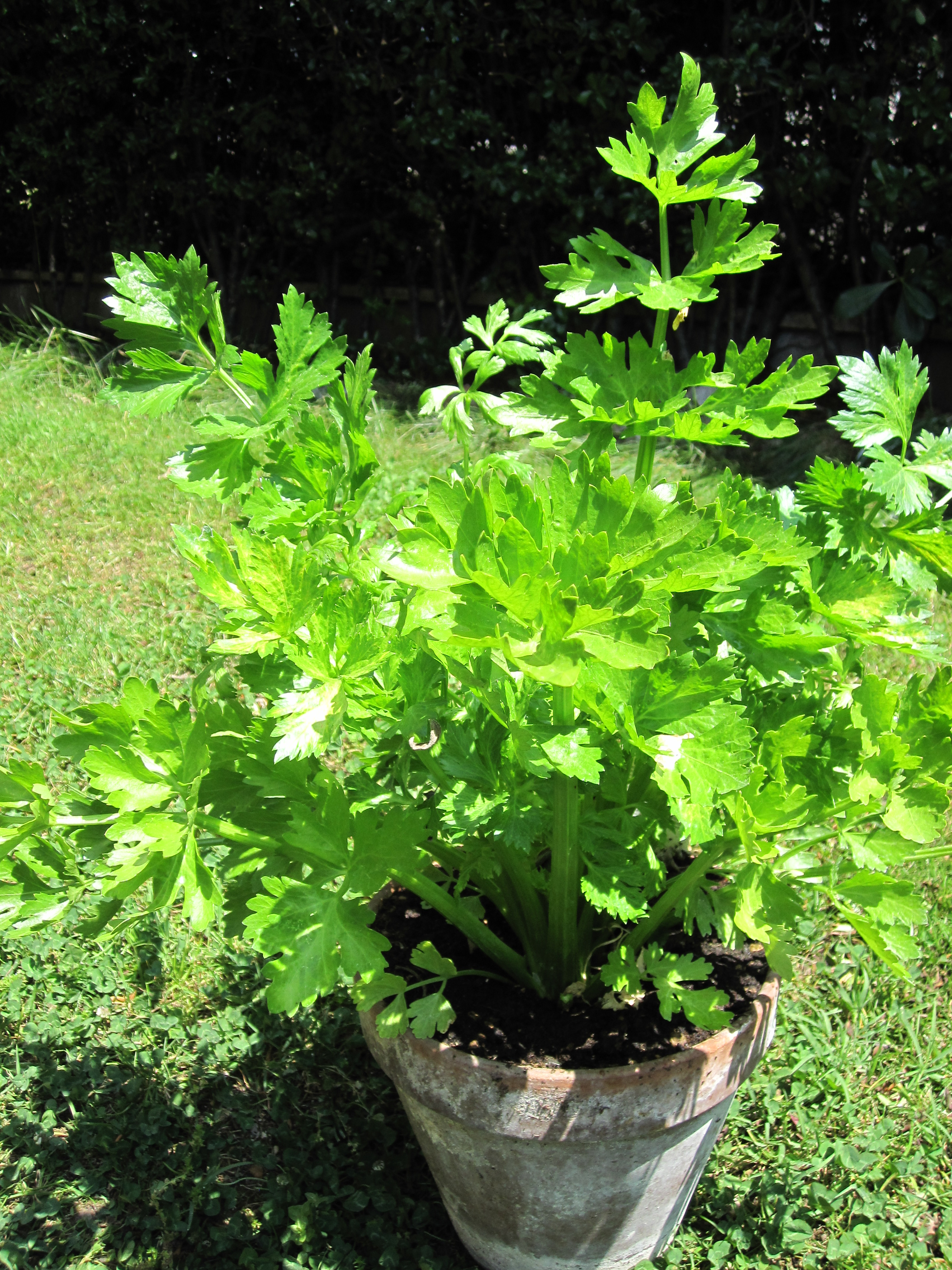
Una pianta di sedano coltivata in vaso

Il sedano rapa, alla pari del sedano da costa, contiene pochissime calorie. Il suo gusto leggermente meno intenso rispetto a quello del sedano lo rende adatto a ricette dove non compare solo come insaporitore, ma come ingrediente principale.
È falsa la credenza che il sedano abbia così poche calorie, che ce ne vogliono più a mangiarlo di quante ne ricavi l'organismo a digerirlo.

#### Storia
Il sedano rapa è un ortaggio molto comune in Italia e poco costoso; nel XX secolo, nel periodo delle Guerre Mondiali, nei collegi di frati e di suore si era soliti servirlo agli ospiti, perlopiù bambini, crudo e grattugiato.

## Aspetti medici

### Usi in erboristeria
Il sedano è annoverato tra le piante officinali fin dal tempo degli antichi Egizi.
I frutti contengono oli essenziali, in particolare il limonene, a cui vengono attribuite proprietà digestive (p.es. in forma d'infuso) e diuretiche, nonché emmenagoghe, cioè capaci di far affluire sangue nell'area pelvica.

### Possibili effetti avversi
Per la presenza di alcune proteine allergizzanti (Api g 1, Api g 4, Api g 5), può essere causa di allergia alimentare anche grave.

### Altri aspetti
Il sedano è la principale fonte alimentare dell'androsterone, precursore del testosterone. Contiene apigenina.